# Pepsina
Col termine generico di pepsina, si fa riferimento a enzimi appartenenti alla classe delle idrolasi e alla sottoclasse EC 3.4.23 (endoproteasi). Tali enzimi sono solitamente sintetizzati in forma inattiva (sotto la denominazione di pepsinogeno) e costituiscono per esempio i succhi gastrici contenuti nello stomaco (insieme ad H2O e HCl secreti dalle ghiandole dello stomaco, più esattamente dalle cellule parietali).
Individuata inizialmente nel 1836 da Theodor Schwann, la pepsina è il primo enzima animale a essere stato descritto. Essa provvede alla digestione parziale delle proteine (enzima proteolitico) rompendo le proteine in pezzi più piccoli chiamati peptidi. La digestione delle proteine deve per forza essere svolta con l'aiuto dell'acido cloridrico prodotto dalle ghiandole dello stomaco. Le ghiandole, inoltre, producono un muco che protegge il tessuto muscolare dall'acido cloridrico.
La pepsina è contenuta in diverse quantità e concentrazione nel succo gastrico, bile, saliva, intestino e succo pancreatico.
Il valore ottimale di pH al quale lavora è attorno a 1,5-3,5 e a una temperatura fra i 37 °C e i 42 °C, condizioni quindi compatibili con l'ambiente in cui opera. Presenta specificità per i residui: tirosina (Tyr), fenilalanina (Phe), triptofano (Trp). Può venire inibita tramite un aumento del pH sopra 4-5 oppure con l'utilizzo di specifici inibitori.
La pepsina è il più importante tra gli enzimi digestivi e, attivata dall'acido cloridrico, attacca le proteine e le scompone in frammenti detti polipeptidi che verranno successivamente scomposti nei singoli aminoacidi dalla tripsina.
Il precursore della pepsina, che viene prodotto all'interno dello stomaco dalle cellule principali, è chiamato pepsinogeno.